# 8554 Gabreta
8554 Gabreta è un asteroide della fascia principale. Scoperto nel 1995, presenta un'orbita caratterizzata da un semiasse maggiore pari a 2,2138924 UA e da un'eccentricità di 0,0913704, inclinata di 1,92732° rispetto all'eclittica.